# Lauri Haikola
Lauri Robert Haikola, född 2 september 1917 i Sievi, död 21 januari 1987 i Helsingfors, var en finländsk teolog.
Haikola blev teologie doktor 1952. Han sårades i vinterkriget och träffade sin blivande maka Margaret Overton på sjukhuset i Sverige där han vårdades. Han skötte professurer både i Lund och Uppsala, innan han 1959 utnämndes till professor i teologisk etik och religionsfilosofi vid Helsingfors universitet, en befattning han innehade till 1978.
Haikola var en av de internationellt mest kända finländska teologerna, särskilt på grund av sin forskning om relationen mellan Luther och lutherdomen efter Luther.